# Jan Froger
Jan Hendrik Froger (Amsterdam, 14 mei 1942 - aldaar, 22 juni 2009), ook wel bekend onder diens bijnaam Bolle Jan, was een Nederlandse volkszanger.

## Levensloop
Froger trad reeds in zijn jeugd op met zijn accordeon op bruiloften en partijen. In december 1959 ontmoette hij Mien van Es, met wie hij op 21 mei 1960 in het huwelijk trad. Beiden waren op dat moment achttien jaar oud. Op 5 november van hetzelfde jaar werd hun zoon René geboren. Verder kreeg hij nog twee dochters.

## Carrière
Omdat er brood op de plank moest komen, werd hij timmerman totdat hij in café De Kuil in de Oude Brugsteeg ging spelen. Daar vermaakte hij de bezoekers met pikante liedjes als 'Marie de Bie uit Zierikzee loopt altijd in haar negligé' en 'D'r was een meissie uit Naarden, die had een grote behaarde'.
Froger nam in de 1969 het album "Vize Verze" op, met daarop voornamelijk seksueel getinte liedjes.
Deze LP werd goud.
In 1970 kwam ook zijn tweede album "Verze Vize" uit via het label "Sexclusief".
In datzelfde jaar startte het echtpaar hun Café Bolle Jan aan de 2e Nassaustraat in Amsterdam. In de jaren zeventig brachten ze als Duo Jan & Mien verschillende singles uit en waren ze geregeld te zien in televisieprogramma's als Op losse groeven. In 1978 haalde de single Kleine blonde Mariandel de Tipparade.
In 1981 werd het café aan de 2e Nassaustraat verkocht en startte het echtpaar een nieuw café onder dezelfde naam bij het Rembrandtplein.
Daar waren vaak optredens van andere volkszangers en muzikanten.
De laatste jaren woonden ze in Benidorm en Buitenveldert.
Jan Froger overleed op 22 juni 2009 aan een buikvliesontsteking. Twee maanden eerder, op 8 april, overleed zijn vrouw Mien aan een hartaanval.
Op 5 november 2010 (op de verjaardag van zoon René) werd een beeld onthuld op het Johnny Jordaanplein gemaakt door Dominic Grant. Het staat bij de andere beelden van Johnny Jordaan, Tante Leen, Johnny Meyer en Manke Nelis.

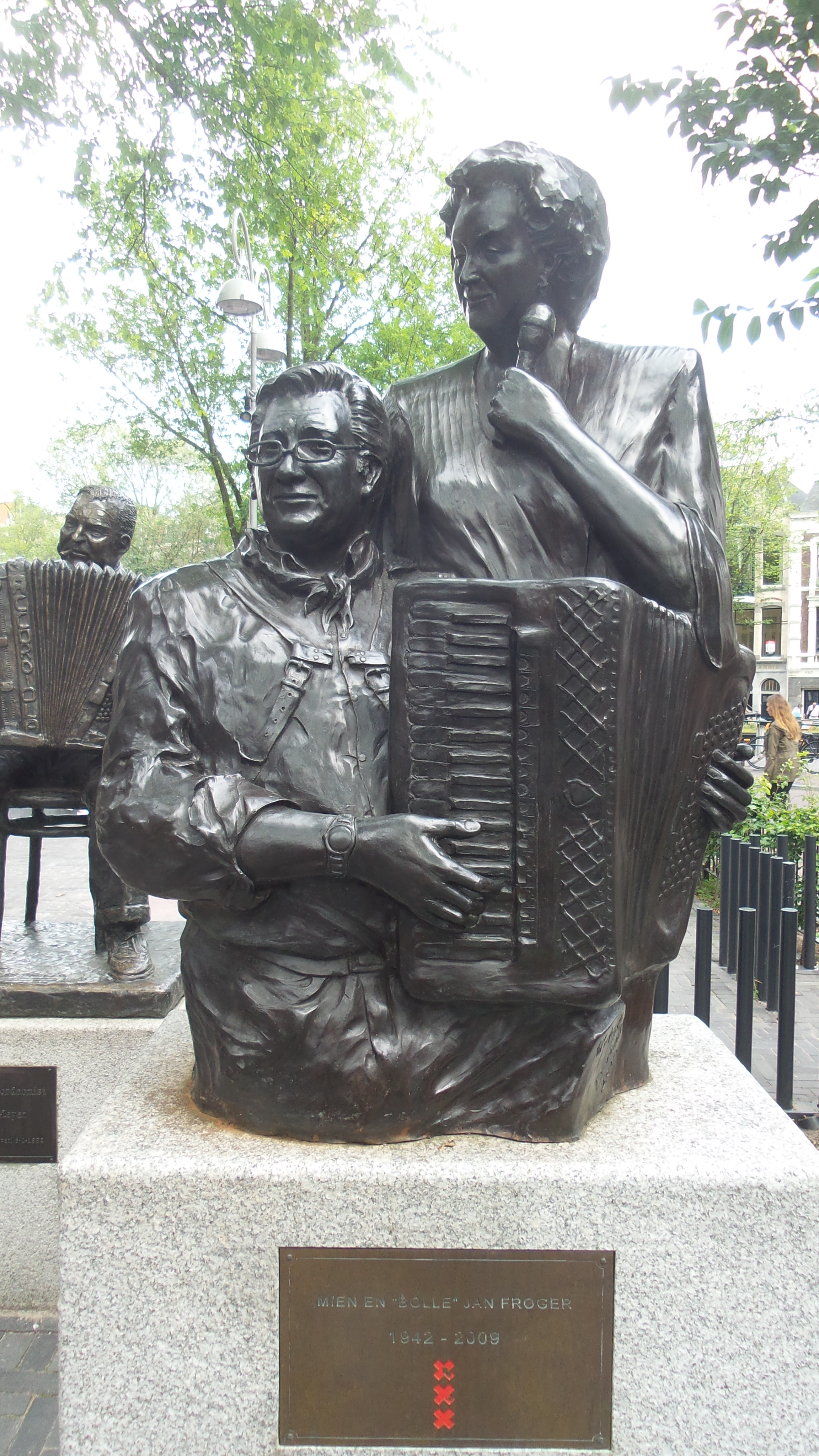
Borstbeeld uit 2010